# ذات الحاج
ذات الحاج قرية سعودية، في منطقة تبوك، قرية تاريخية كانت عامرة في العصور السابقة، حيث تمر بها قوافل الحجاج للاستراحة والتزود بالمياه، كما حدثت حولها عدد من المعارك بين البادية والأتراك منها معركة الشعثاء الأولى بين الأتراك وقبيلة بني عطيه ومعركة الشعثاء الثانية بين بني عطية وإخوان من أطاع الله تبعد عن تبوك 85 كيلومتر تقريباً.

## التاريخ
قرية تاريخية، كانت عامرة في العصور السابقة، حيث تمر بها قوافل الحجاج للاستراحة والتزود بالمياه، وزادت أهميتها بوصول سكة حديد الحجاز لها في أوائل القرن الميلادي الماضي، وبذلك أصبحت من محطات سكة حديد الحجاز الهامة، كما حدثت حولها عدد من المعارك بين البادية والأتراك منها معركة الشعثاء الأولى بين الأتراك وقبيلة بني عطيه ومعركة الشعثاء الثانية بين بني عطية والأخوان، ويوجد بالقرب منها أجزاء من القطار المدمر الذي استخدم في ذلك الوقت قرب جبل «الشعثاء» الذي يطل على «حالة عمار».

## قلعة ذات الحاج
قلعة ذات الحاج من القلاع الإسلامية الواقعة على طريق الحج الشامي وقد أنشئت لتوفير الأمن على مسار الطريق وضمان وصول الحجاج بيسر وسهولة إلى المدينة المنورة ومكة المكرمة. تقع قلعة ذات الحاج تقع في شمال مدينة تبوك على بعد 85 كم تقريبا، وهي من القلاع الإسلامية التي تقع على مسار طريق الحج الشامي، كما تقع بالقرب من مسار سكة حديد الحجاز.
تعتبر القلعة من آثار العصور الإسلامية المتأخرة، حيث يعود تاريخ إنشاءها إلى عصر السلطان العثماني سليمان القانوني، ويوجد نقش مثبت على يمين الداخل إلى القلعة يشير إلى عمارة تمت بها في سنة 971 هـ، كما رممت القلعة مرة أخرى في محرم من عام 1266 هـ.
والقلعة عبارة عن مبنى مربع الشكل بني من الحجارة الجيرية ويبلغ طول ضلعها (23.70م) وتتكون من طابقين ويقع مدخلها الرئيس في الجهة الغربية ويعلوه عقد عليه لوحة حجرية صغيرة كتب عليها تاريخ بناء القلعة، وتوجد في الجهة الشمالية بركة ماء مستطيلة الشكل ملاصقة لجدار القلعة (أبعادها 40× 14.14م بعمق 2.30م)، إضافة إلى بركة ماء أخرى مجاورة للبركة الأولى بنيت على نفس الطراز، وتتخلل برك الماء فتحات صغيرة تنساب منها المياه إلى داخل القلعة عبر قناة حجرية. وقد تحمل صاحب السمو الأمير بندر بن محمد بن عبد الرحمن آل سعود تكاليف ترميم القلعة على نفقة سموه الخاصة لتكون معلماً حضارياً وتاريخياً بمنطقة تبوك.

## معرض الصور

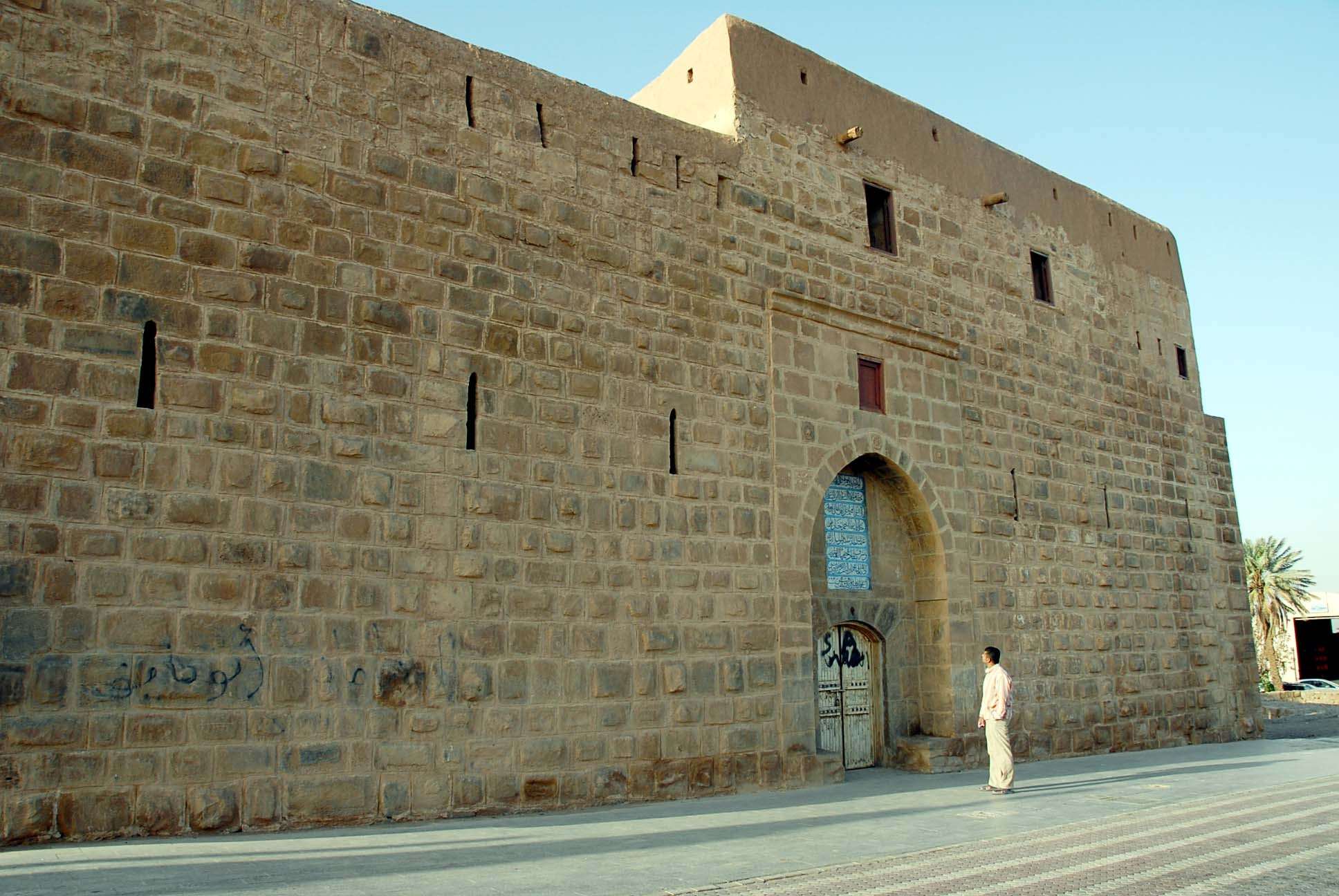
قلعة ذات الحاج
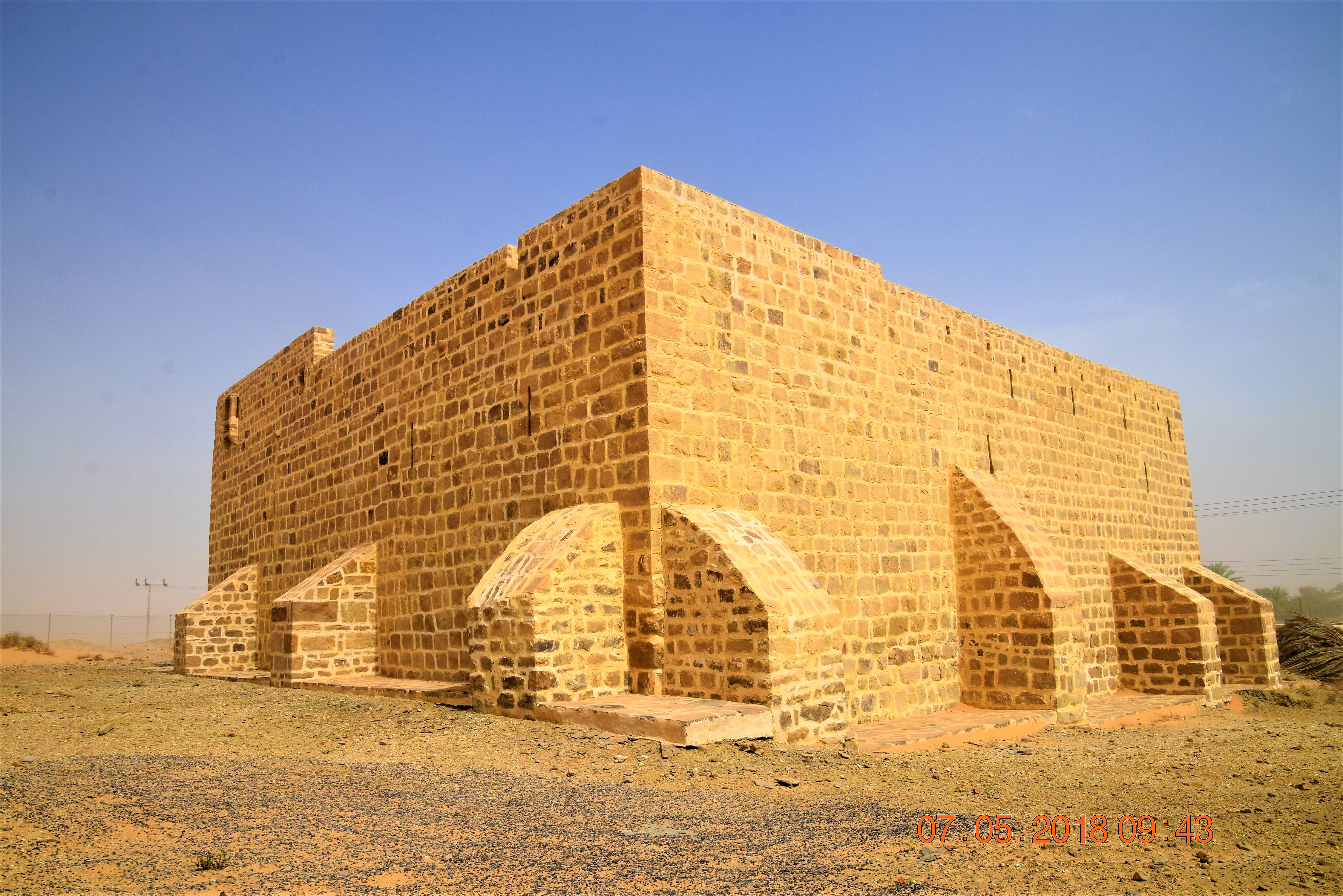
صورة حديثة لقلعة ذات الحجاج من الخارج
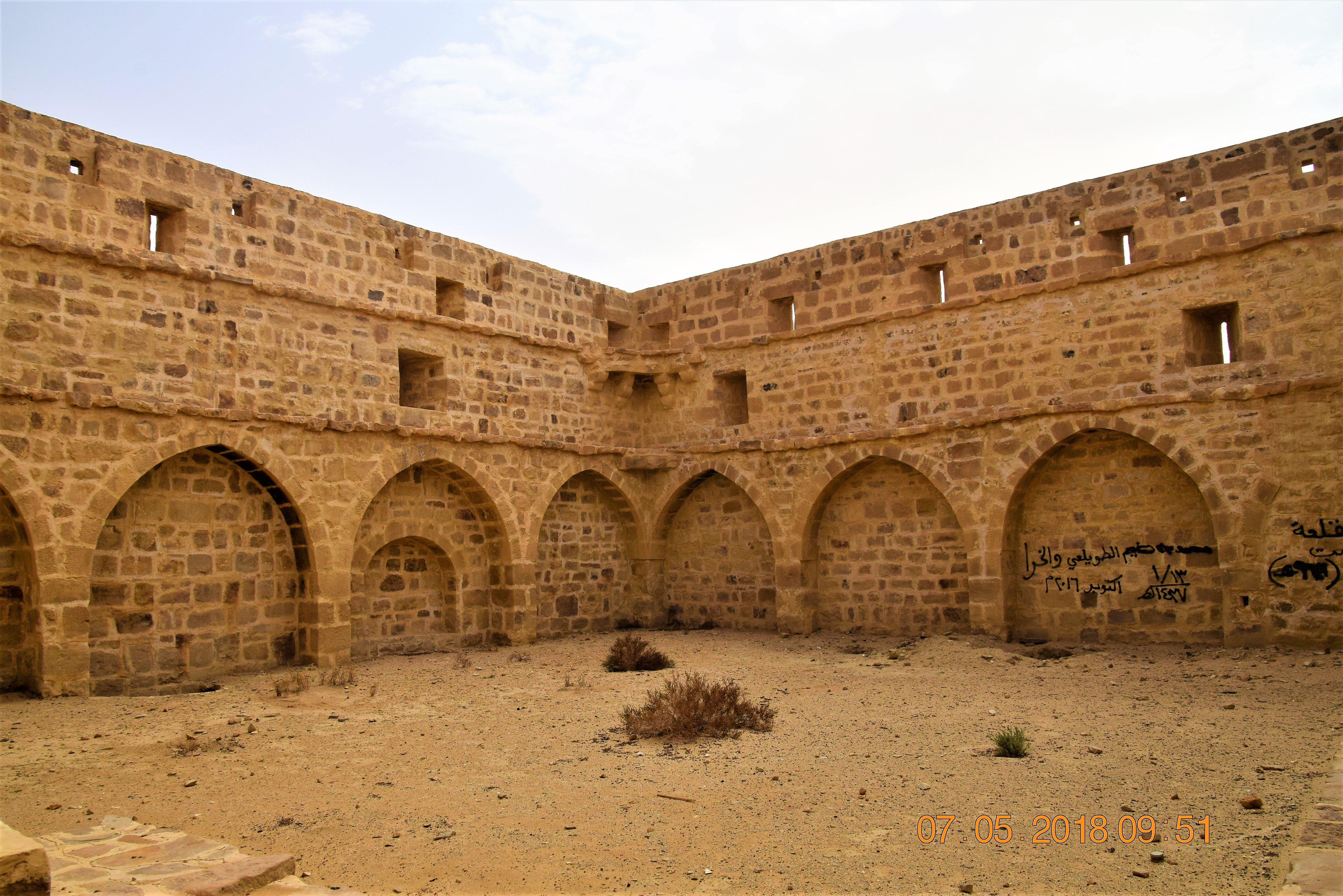
صورة من الداخل لقلعة ذات الحجاج